# دینا بولوارته
دینا ارسیلیا بولوارته زگارا (زاده ۳۱ مه ۱۹۶۲) وکیل و سیاستمدار پرویی است که از ۷ دسامبر ۲۰۲۲ به عنوان رئیس‌جمهور پرو انتخاب شده‌است. او پس از کودتای نافرجام توسط رئیس‌جمهور پدرو کاستیلو به عنوان رئیس‌جمهور جدید سوگند یاد کرد. بولوارته نخستین زنی است که رئیس‌جمهور پرو شده‌است.
بولوارته در ۳۱ مه ۱۹۶۲ در چالئوانکا، منطقه اپوریماک در پرو زاده شد. او به عنوان وکیل از دانشگاه سن مارتین دو پورس فارغ‌التحصیل شد و تحصیلات تکمیلی را در آن دانشگاه به اتمام رساند.
در ۵ دسامبر ۲۰۲۲، پس از ۱۳ رای موافق و ۸ رای مخالف، شکایتی توسط کمیته فرعی اتهامات قانون اساسی علیه بولوارته، مبنی بر اینکه او در هنگام تصدی وزارت توسعه، مدیر یک باشگاه خصوصی بوده‌است، مطرح شد.